# Xinzhuang
För andra betydelser, se Xinzhuang (olika betydelser).
Xinzhuang är en köping i stadsdistriktet Minhang i storstadsområdet Shanghai i Kina. Vid folkräkningen 2020 hade Xinzhuang 293 040 invånare.
Xinzhuang är en förort belägen sydväst om Shanghai. Det är en av de snabbast växande områdena i Shanghai med mycket bebyggelse i form av en inkörsportskommun som är hem till flera rika. Xinzhuangs tunnelbanestation markerar början på linje 5 och slutet på linje 1 i Shanghais tunnelbana.